# Ophioplus tuberculosus
Ophioplus tuberculosus är en ormstjärneart som först beskrevs av George Richard Lyman 1883.  Ophioplus tuberculosus ingår i släktet Ophioplus och familjen Hemieuryalidae. Inga underarter finns listade i Catalogue of Life.